# R105 (Spaarnwoude)
De Recreatieve weg 105 (r105) bij Halfweg is een korte weg die naar het Noordelijke deel van Halfweg gaat.
Hij begint bij de N202 en loopt verder naar de Houtrakkerweg, opzij van de A200/N200 (Rijksweg 200). Hier voorbij eindigt de weg.
Nieuwvliet: R101 · R102 · R103 · R104 · R105

Ommen: R101 · R102 · R103 · R104 · R105

Schouwen: R101 · R102 · R103 · R104 · R105 · R106 · R107 · R108 · R109 · R110 · R111 · R112

Spaarnwoude: R101 · R102 · R103 · R104 · R105 · R106

Voorthuizen: R101

IJmuiden: R101 · R102 · R103